# 熊岳城温泉
熊岳城温泉是位于今中国辽宁省营口市鲅鱼圈区熊岳镇的温泉。在满铁、满洲国时代经开发后闻名于日本人社群，为满洲三大温泉（汤岗子温泉、熊岳城温泉、五龙背温泉）之一。二战之后当地政府亦利用温泉资源修建疗养院、度假村等设施，还进行过地热能开发。

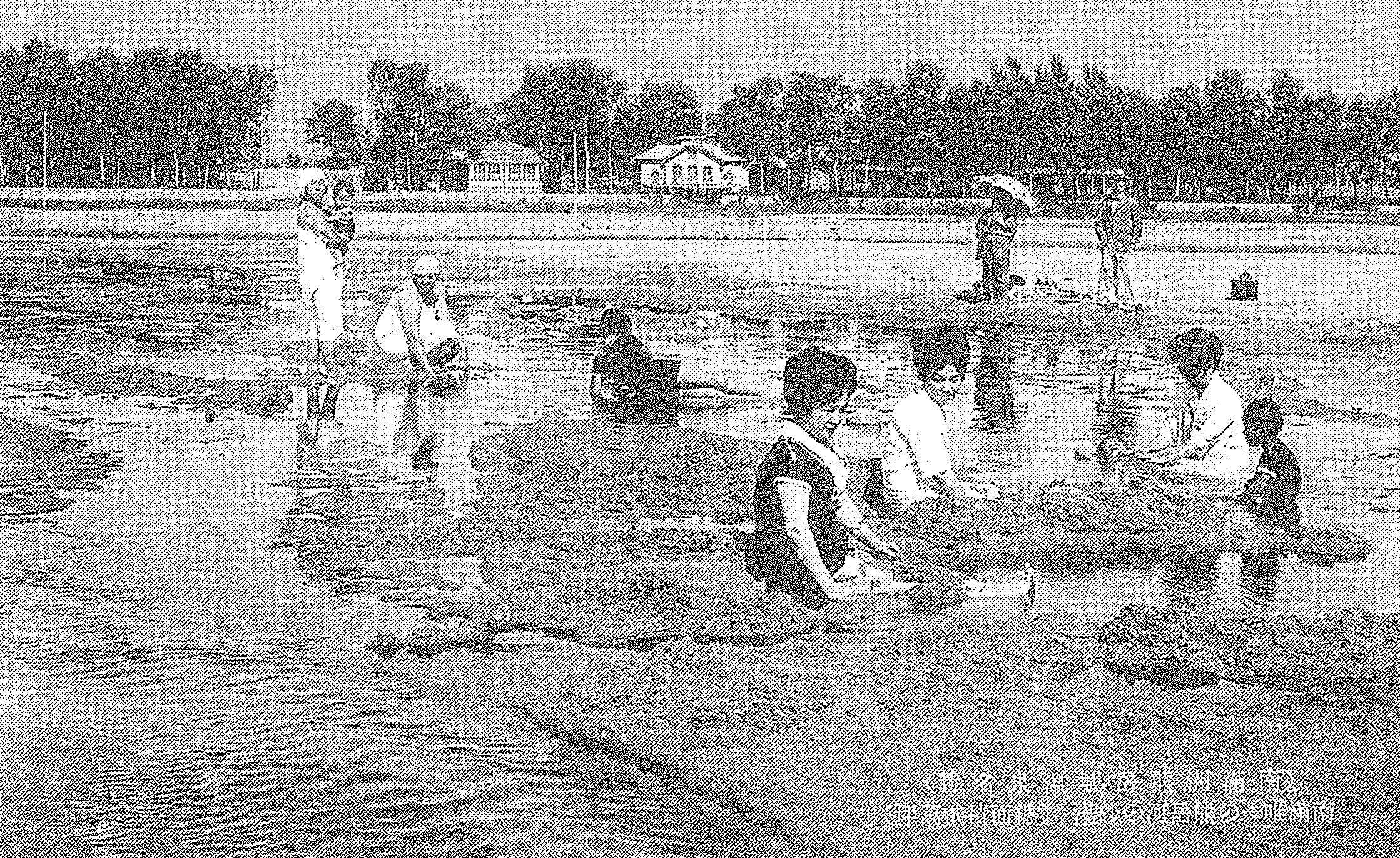
日本人在熊岳城的砂温泉
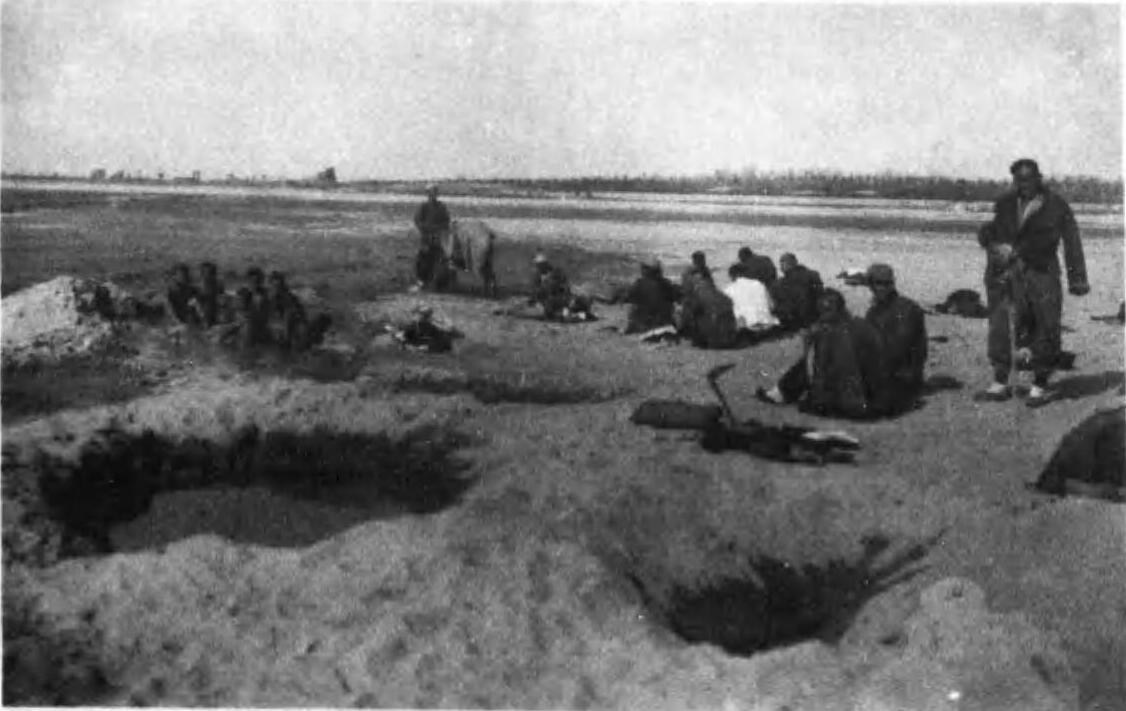
在河边露天入浴的当地人
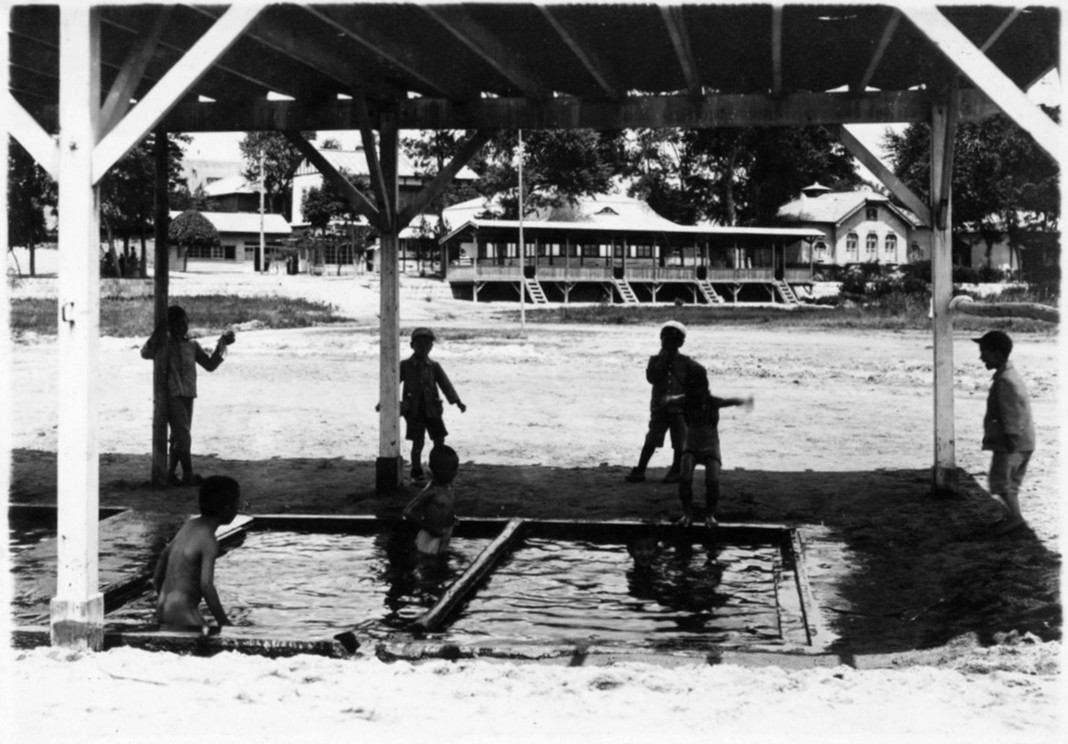
1941年时的露天温泉设施

## 概要

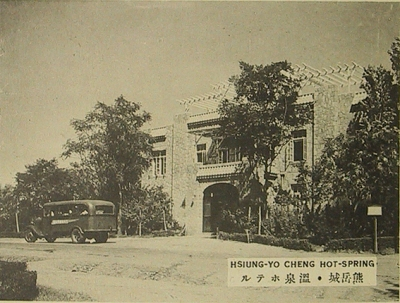
1932年左右的温泉ホテル

熊岳城温泉位于古城熊岳城附近、距离熊岳城站约2:205至4公里的满铁附属地内的熊岳河沿岸（今属营口市鲅鱼圈区熊岳镇）。该温泉自河床涌出，泉温85°C:11。1906年，日本的满铁守备队于此温泉设置浴池，命名为“同乐温泉”。因该温泉位于满铁附属地内，便于日本人造访使用；满铁超特急“亚细亚”号开通后，居住在关东州大连的日本人只需3小时即可到达，是距离大连最近的温泉。熊岳城在当时的“满洲三大温泉”中最为一般日本民众所知；每年夏天也常有林间学校组织日本学生到熊岳城温泉旅游。:118,119此地有熊岳城温泉旅馆（温泉ホテル），内设和室客房32间；有“温泉宾馆养生馆”，有客房40间，客房附厨房，可供长期疗养所用。:204关东军也在熊岳设置了熊岳城疗养所，以使用当地的温泉帮助伤员疗养。:33,34

### 泉质
泉温85°C:11。满铁至满洲国时期日文记录有50°C至80余°C的记载。

## 历史

### 满铁附属地时期

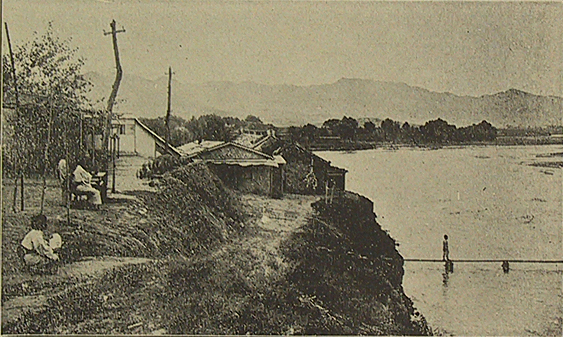
1912年时熊岳城的温泉旅馆，推测为温泉ホテル

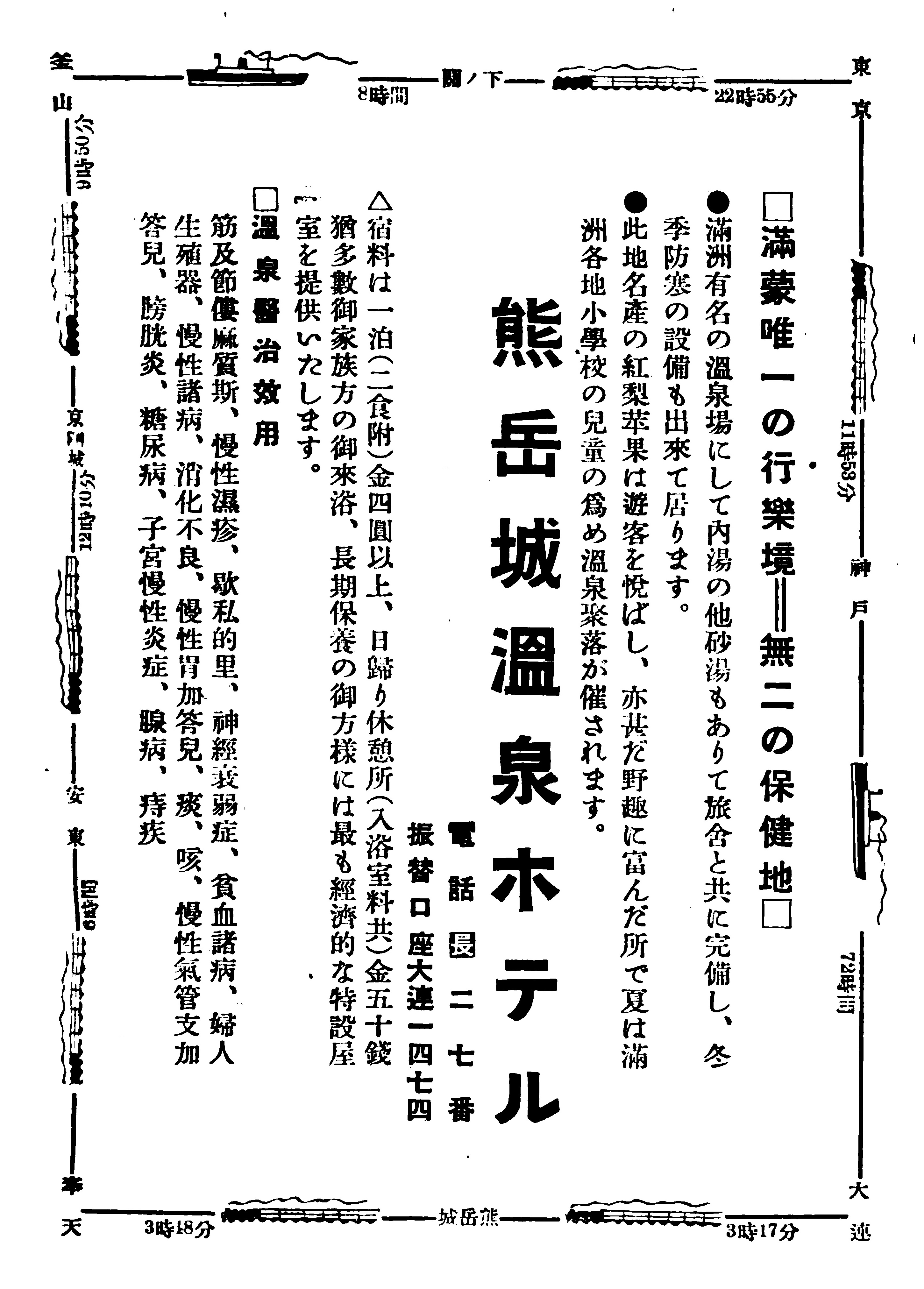
1928年温泉ホテル的广告，四周标有自日本内地、朝鲜、南满洲重要城市到熊岳城所需时间

该处温泉至少在辽、金时期已经为人所知，日俄战争之前俄国人已经从大清政府获得许可，在此设立、经营温泉设施。而日本人在1894年甲午战争期间也发现了此温泉。日军在此建设温泉设施始于日俄战争期间，当时日军在此设置了疗养所，并建设了简易浴场。:203,205据作家田山花袋记载，日俄战争中，在熊岳城附近河边有两三间小房，他曾此入浴约三小时，并在附近正白旗村（今温泉村:75）休息。1906年满铁守备队的队长设置了3个浴池，取名为同乐温泉。夏目漱石1909年到访时，所使用的温泉位于小屋内，当地人会在河边的沙地上掘浅坑或者在身上覆盖沙土来泡温泉。:142
而日本民间人的温泉旅馆始于1906年。日俄战争中的1905年7月，有一位名为形田几次郎的随军酒保在熊岳城了解到温泉的情况，战争后形田向管辖熊岳城地区的驻瓦房店的军政官阿久津秀夫请愿，获准在1906年2月起的十年间租借熊岳河畔的两栋关帝庙建筑以及附近25000坪（約82644.63平方）的荒地。1906年10月，形田将关帝庙改建为饭店兼温泉旅馆开始营业。翌年1月，形田的妻子也从日本来到此地，夫妇二人经营此店。第二家温泉旅馆“汤本屋”则在不久之后开业。虽然两者都是温泉旅馆，开业之初住宿设施乏善可陈，只好着力于饭店的功能，同时为了招揽住宿的客人而请来陪酒、卖春的酌妇驻店。1908年，汤本屋决定转变经营方针，以正常的旅馆功能作为主业，不久后汤本屋解雇了所有酌妇。而则在1908年10月将饭店和旅馆部门分离，新建了40坪（約132.23平方）的平房作为旅馆，并禁止饭店部门的酌妇进入旅馆。1913年时，随着旅馆部门营收的好转，废止了饭店部门。:206,207
1912年，为了改善温泉旅馆的运营状况，满铁资助1万日元，以建设新的旅馆设施。1912年左右，汤本屋已经关闭。1915年，主人形田几次郎病死，暂由其遗孀经营:182，不久由其子形田宽继承。1917年，满铁建设了面向中产阶级客人的附带供暖设施的家族浴室，除了机械室由满铁管理之外，全部运营都交付温泉旅馆。1924年8月，满铁又资助其建设了耗资约55,000日元的二层旅馆建筑和耗资约3,000日元的供旅客自炊的房舍。:220
据科学家、作家石原纯记述，1924年时熊岳城只有一家温泉旅馆，平时客人不是很多，但到了周六周日就有大量的客人自大连乘火车来此。:22
1931年时熊岳城温泉有2家温泉旅馆：形田家的和谷屋。此外有一家名为熊谷的饭店。:589,590
1937年12月1日，日本在满洲国的治外法权取消，满铁将附属地的大多数设施的管理权移交给满洲国，但温泉所在的温泉公园仍由满铁管理。

### 二战后
1948年，中国解放军东北军区卫生部在熊岳设立营口市熊岳温泉疗养院，1950年起开始营业。朝鲜战争期间，熊岳温泉也曾被用作伤员的疗养。1970年代，辽宁科学技术委员会开始利用熊岳温泉地热资源进行地热能发电，建立熊岳地热试验电站。之后，包括沈阳铁路局、辽宁省输油管理局、辽宁省果树研究所、辽宁省劳改局医院等各大中国的国企事业单位在熊岳设立温泉疗养院。2010年，辽宁省旅游局计划大规模开发省内温泉资源，其中包括熊岳温泉。除了在熊岳镇上打造“熊岳温泉小镇”、吸引民营资本设立温泉度假村、温泉旅馆以外，还在周边地区打造滨海温泉小镇、双台思拉堡温泉小镇等温泉旅游度假区，其中滨海温泉小镇使用管道将熊岳温泉通输送到海滨地区。

## 满铁的资助

### 基础设施
满铁作为满铁附属地的建设和运营者，对熊岳城温泉的基础设施也有很多投入。除了敷设、运营轻便铁道，1911年到1912年间，满铁斥资1,500日元，在熊岳城站和温泉之间修建了宽15米、长2.4公里的道路。此后道路两旁也有树木花草等绿化设施。1933至1936年间满铁将道路改造为柏油路。:219
满铁于1913年起设立了包含温泉所在区域的温泉公园，并持续植树、增加设施。例如1922年时建设了2座凉亭、运动器材、长椅、网球场；1923年时斥资2,380日元增加了铁制长椅、秋千、凉亭、游园道路、泳池等。:219,2201936年时温泉公园面积为61,570平方米。:25

#### 温泉相关设施
1911年，满铁斥资约1万日元在温泉附近的河岸修建了31坪（約102.48平方）的公共浴室，并作为满铁的公共设施，公费运营。1921年，在提倡日中共存共荣的满铁时任社长早川千吉郎的指示下斥资2,500日元建设了18坪（約59.5平方）的中国人专用的公共浴室。1931年，满铁又斥资16,000日元建设了以玻璃为外墙的透明的意大利式室内沙浴温泉浴室。此外满铁还建设了室外浴场、免费休息设施等设施。:220,221

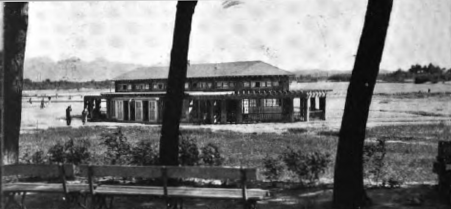
1937年时的熊岳城温泉所在的沙滩。图中建筑为有透明玻璃墙的室内温泉建筑
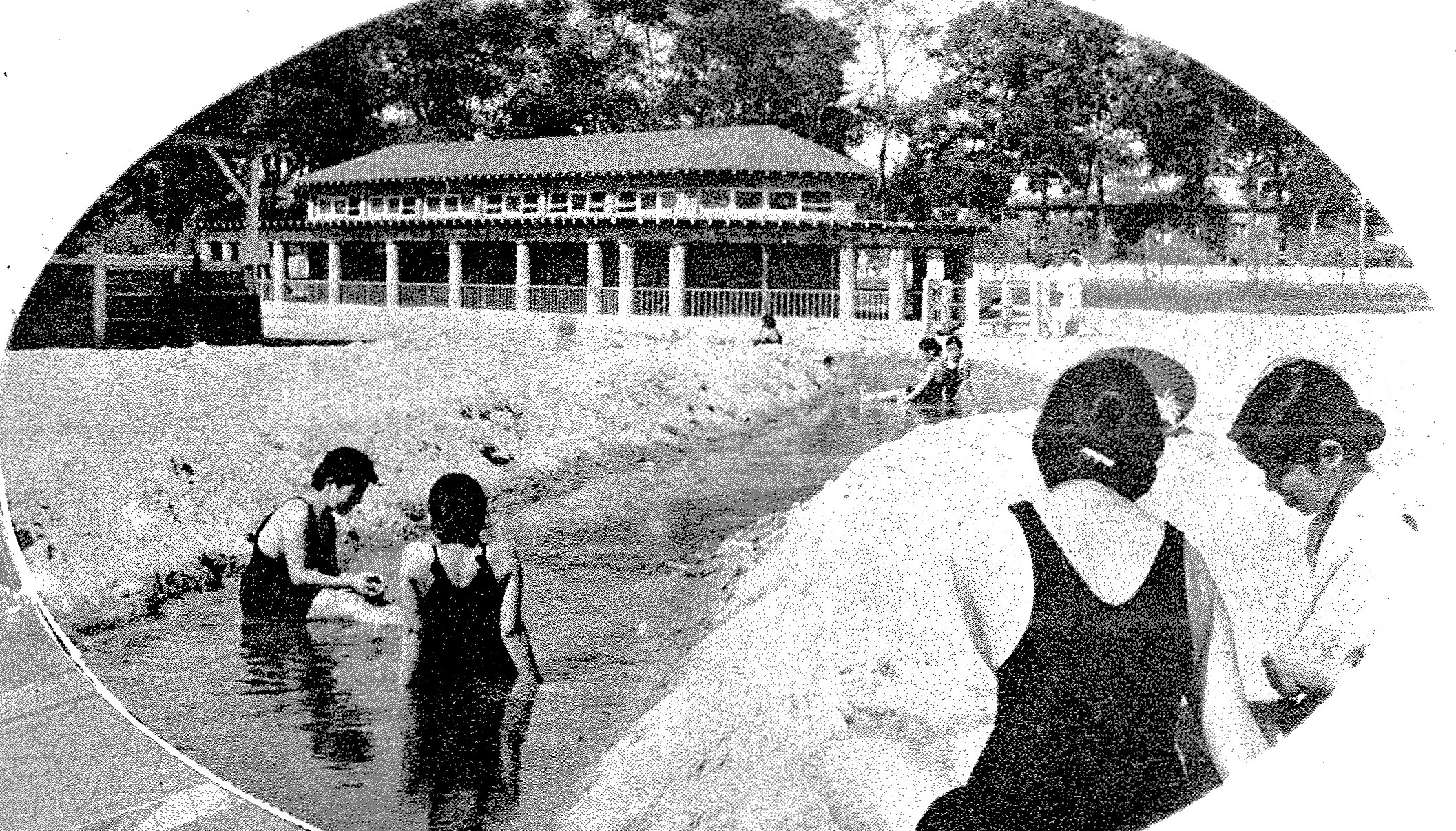
在室外使用沙滩温泉的游客。远处是室内温泉建筑。约1939年

#### 温泉轻便铁道

人力推行时期的熊岳城温泉轻便铁道车厢和乘客

1926年，自日本前来修学旅行的师生乘坐熊岳城温泉马拉铁道（实际以驴拖曳）

1908年起的约20年间，满铁熊岳城站和温泉之间曾有轻便铁道运行。日俄战争期间，日军曾经在熊岳城火车站到温泉之间铺设了轻便铁道，但战后满铁成立并接收南满铁路时，此轻便铁路被拆除。而温泉距熊岳城站至少2公里，如无轨道交通则往来温泉不甚方便。1908年，经营温泉旅馆的形田向满铁请愿修建通往温泉的铁道。受理该请愿的满铁瓦房店出张所所长横田多喜助在1908年数次视察温泉，认为应该将其建设为疗养地，因此着手于此地的基础设施建设。横田与形田缔结了契约，承诺在熊岳城站和温泉之间修建两英里（原文如此）的铁路，建材由满铁无偿借给形田，而修建费用需形田承担，铁道运营也由形田担当；形田需要建设独立于饭店的清净的旅馆设施。:208,209
该轻便铁道设立于1908年。每节车厢为木板所制，可容纳4人两两对坐。起初动力并非来自燃料而是人力，由两名车夫推行。约两公里的里程，人力推行约需15分钟，单程车费为10钱。据1909年访问此地的夏目漱石记载，乘坐时颠簸较为剧烈，不甚舒适。这是因为铁道所用资材为战时临时铁道拆卸后得到的旧物，本身状态不甚完好。1911年，满铁将战时敷设的安奉线窄轨轻便铁道改建为与其他线路一样的轨距，1912年出资4600日元，用安奉线拆卸下的建材重新铺设了熊岳城站到温泉间轨距762毫米的轻便铁道。5月，新铁道竣工，该铁道的经营权从形田转移到满铁。:210-2121920年11月，轻便铁道从人力推动（人力铁道）改为使用驴拖曳（马拉铁道）。此时单程运行时间从约15分钟缩减至约10分钟，车费从10钱提高到20钱。1921年7月1日起，设立了固定的运行时刻表，每日四次往复运行。:212
据满铁瓦房店事务所记载，1912至1925年间，平均每年乘客约为17,600人次，大部分时期该铁道是亏本经营。一部分乘客（例如使用满铁的招待券的乘客，以及温泉聚落的儿童等）的车费据推测得到了减免。尽管长期亏本经营，满铁仍然长期对此轻便铁道提供了补助。随着附近的道路逐渐完备，马车和汽车的竞争使得营收更加吃紧。满铁在1927年9月停止运营该铁道，再次将运营权交给形田。1929年时可以确认该铁道已经荒废。:214-217
1935年起，满铁在熊岳城站和温泉之间开始运营公共汽车。每日定时3班往复，但对5人以上的团体也增发临时班次。车费为单程10钱，开行约7、8分钟。:217

### 车费折扣
满铁为促进游客前往各温泉，自1907年11月起即为前往温泉者提供车费折扣优惠，最初仅为汤岗子和五龙背温泉提供车费折扣。1909年6月起，熊岳城温泉也纳入温泉折扣范围。可以确认具体的优惠内容有过数次变化，例如1918年起，一等至三等席车票可打七折，50人以上的团体打五折；1921年时仅二等、三等席可获优惠；1925年时团体人数下限从50人降为5人。:218
温泉折扣车票（包含汤岗子、五龙背、熊岳城三者）在1927到1936年间，每年售出数量以万计。最少的一年时1932年，共59,988张；而最多的1936年时为116,654张。1931、1932年间的售量减少与九一八事变及之后的时局变化有关。:218,219

## 熊岳城温泉聚落

温泉聚落的小学生

熊岳城温泉聚落是满铁设立于1918年的一个组织，由满铁沿线的小学里的身体虚弱的学生组成，规模约百余人。选址于熊岳城是因为此地有温泉，也有沙滩、河流可供游玩，附近也有山景。:216每年暑假在熊岳城温泉进行前后两期，每期各两周的活动。满铁地方部卫生课会组织学生做运动、学习、娱乐等有益健康的活动，其中也包括温泉入浴。每次活动中卫生课都会检测学生的红细胞、血色素量以评估效果。:606-608

## 影响
1937年3月至5月，在日本名古屋举办了“名古屋泛太平洋平和博览会”，其中为满洲国设置了“满洲馆”。博览会中满洲馆所派发的小册子里提及了包括熊岳城温泉的满洲三大温泉。:44

### 满洲八景
1929年关东州的《大连新闻》发起了“满洲八景”评选的投票活动，熊岳城温泉以第四位的得票数入选“满洲八景”。各景点都位于关东州或满铁附属地，熊岳城温泉得票291,584票，但其所在的熊岳城满铁附属地的日本居民最少，当时仅498人，可见熊岳城温泉的知名缘于满铁旅客。:30,221

## 遗迹
从正白旗村（今温泉村）附近的俗称土城子的山丘到熊岳河畔温泉一带发现了古代遗址。据考此地为汉辽东郡平郭县遗址，有大量汉代墓葬。据满洲国时期的记述，挖掘出的文物有石器、铁器、陶器、古代货币等。出土货币中有几十枚布币，是布币在满洲地区的首次出土。:296